# 南西ドイツ放送交響楽団
南西ドイツ放送交響楽団（ドイツ語: SWR Sinfonieorchester）は、ドイツのバーデン＝ヴュルテンベルク州にある南西ドイツ放送所属のオーケストラ。本拠地はシュトゥットガルト。

## 概要

### 沿革
2012年9月28日、南西ドイツ放送の顧問委員会が財政上の理由から、傘下にあるシュトゥットガルト放送交響楽団とバーデン＝バーデン・フライブルクSWR交響楽団（元は後者が「南西ドイツ放送交響楽団」の名称であった）の統廃合を決定し誕生した。
発足時点での常任指揮者は不在、初代音楽監督にはエッセンのコンツェルトハウス管弦楽団で支配人を務めたヨハネス・ブルトマンが就任した。
2016年9月20日、ペーター・エトヴェシュを指揮者に迎え、第1回の公演をシュトゥットガルトで行った。2017年の9月22日まで南西ドイツ放送のオンラインで視聴することができた。

### 初回公演の演奏曲目と奏者
第1部
- サーリアホ：オペラ『遥かな愛』より四つのかがやき　- ラッセル・ブラウン（バリトン）、ピア・フロイント（ソプラノ）
- エトヴェシュ：ヴァイオリン協奏曲第2番『ド・レ・ミ』 - パトリツィア・コパチンスカヤ（ヴァイオリン）
- マーラー：交響曲第10番より”アダージョ”

第2部
- バルトーク：『中国の不思議な役人』作品19 Sz.73

## 歴代首席指揮者など
- テオドール・クルレンツィス （2018年 - 2025年）[2]
- フランソワ＝グザヴィエ・ロト （2025年 -  ）[3]